# Karl Riegg
Karl Riegg (* 15. November 1929; † 15. April  1995) war ein deutscher Fußballschiedsrichter.
Zwischen 1963 und 1976 leitete der Augsburger Riegg 109 Spiele der Fußball-Bundesliga. Von 1967 bis 1973 war er außerdem FIFA-Schiedsrichter.